# Ludvig I. Karlo August Bavarski
Ludvig I. Karlo August (Strasbourg, 25. kolovoza 1786. – Nica, 29. veljače 1868.), bavarski kralj 1825. – 1848. iz dinastije Wittelsbach. Bio je sin kralja Maksimilijana I. Josipa († 1825.) kojeg je naslijedio na prijestolju.
U razdoblju od 1807. do 1809. godine borio se na strani Napoleona Bonapartea protiv Austrije. Pomagao je umjetnost i znanost. Njegovim zalaganjem Kraljevina Bavarska postala je 1818. godine jedna od prvih zemalja s ustavom. Poslije Srpanjske revolucije 1830. godine postao je konzervativniji.
Abdicirao je 1848. godine zbog afere s ljubavnicom.
| Prethodnik:                           | Bavarski kralj | Nasljednik:                          |
| Maksimilijan I. Josip (1806. – 1825.) | Bavarski kralj | Maksimilijan II. Josip (1848.–1864.) |